# Kanton Prades
Kanton Prades (fr. Canton de Prades) je francouzský kanton v departementu Pyrénées-Orientales v regionu Languedoc-Roussillon. Skládá se z 20 obcí.

## Obce kantonu
- Campôme
- Casteil
- Catllar
- Clara
- Codalet
- Conat
- Corneilla-de-Conflent
- Eus
- Fillols
- Fuilla
- Los Masos
- Molitg-les-Bains
- Mosset
- Nohèdes
- Prades
- Ria-Sirach
- Taurinya
- Urbanya
- Vernet-les-Bains
- Villefranche-de-Conflent